# C/2012 S1 üstökös
A C/2012 S1 (ISON) napsúroló üstököst 2012. szeptember 21-én fedezte fel Vitalij Nyevszkij belorusz és Artyom Novicsonok orosz csillagász. A felfedezést Kiszlovodszk közelében az automatikus aszteroidafelderítő program keretében, 0,4 m-es tükrös távcsővel végezték. Egy olaszországi csoport a Remanzacco obszervatóriumban 2012. szeptember 22-én megerősítette a felfedezést, melyet három nappal később, 2012. szeptember 24-én az IAU vagyis Nemzetközi Asztronomiai Unió égisze alatt működő „Minor Planet Center”, magyarul „Kisbolygóközpont” jelentette be.

## Pályája

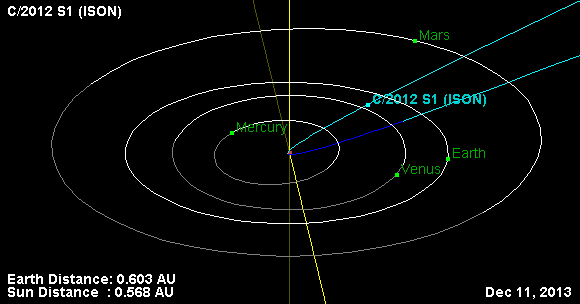
A C/2012 S1 helyzete 2013. december 11-én, a legjobb láthatóság idején

A C/2012 S1 üstökös 2013. november 28-án érte el perihélium pontját (a Naphoz legközelebbi pont), ekkor 0,012 CsE-re (1 800 000 km) volt a Nap középpontjától. Figyelembe véve a Nap 695 500 km-es sugarát, az üstökös mintegy 1 100 000 km-re közelítette meg a Nap felszínét. Pályája közel parabolikus, amely arra utal, hogy ez egy új üstökös, mely most érkezett az Oort-felhőből. A Mars bolygóhoz 2013. október 1-jén volt a legközelebb, 0,072 CSE távolságra, a Földet 2013. december 26-án közelíti meg leginkább, 0,42 CSE távolságra.
A C/2012 S1 egyes pályaelemei hasonlóságot mutatnak az 1680-as nagy üstökös pályaelemeivel, ami arra utal, hogy a két üstökös ugyanabból a forrásból ered. A Föld előre láthatólag 2014. január 14-15-én keresztezi az üstökös pályáját, ami jelentős meteorzáport eredményezhet.

## Fényesség és láthatóság
Felfedezésekor az üstökös látszólagos fényessége kb. 18,8m volt, ami túlságosan halvány a szabad szemmel történő megpillantáshoz, de elég fényes volt ahhoz, hogy nagy távcsővel már látható legyen. Más üstökösökhöz hasonlóan a Naphoz közelítve ez az üstökös is fokozatosan fényesedett, majd a Naphoz legközelebbi szakaszon valószínűleg szétesett.
2013 augusztusára már elég fényes lett ahhoz, hogy kisebb távcsövekkel is megfigyelhetővé váljon: szabad szemmel október végén, november elején megpillanthatóvá vált.
2012 októberében áthaladt az Oroszlán csillagképen az Oroszlán legfényesebb csillagának, a Regulusnak a közelében, majd a Mars mellett folytatta égi útját: ekkor ez a két fényes égi test segítséget nyújtott az üstököst keresők számára. 2012 novemberben már fényesebben, egy másik fényes csillag, a Szűz csillagkép Spica nevű csillaga mellett húzott el, majd a Szaturnusz közelében haladt tovább.  Mire 2013. november 28-án elérte a Naphoz legközelebbi pontját, már rendkívül fényes lesz, magnitúdójának értéke valószínűleg negatív lesz.
Legfényesebbé várhatóan akkor válik, amikor a Naphoz legközelebbi pontját eléri, bár ekkor a Földről nézve a Naptól mintegy 1°-ra fog elhelyezkedni, így megfigyelése nehéz.
Egy üstökös várható fényességének megbecslése nehéz feladat, különösen olyan esetben, amikor az üstökös a Naphoz közel halad el, és fényét a fényszórás befolyásolja. A Kohoutek-üstökös és a C/1999 S4 nem váltotta be a hozzájuk fűzött reményeket, de ha a C/2012 S1 üstökös egyben marad, fényessége hasonló lehet az 1680-as nagy üstököséhez, a 2007-es C/2006 P1 üstököséhez vagy a C/2011 W3 (Lovejoy) üstököséhez. 1935 óta a legfényesebb üstökös az 1965-ös Ikeya–Seki volt -10 magnitúdóval. A C/2012 S1 (ISON) üstökös jól látható volt az északi félteke megfigyelői számára 2013 decemberéig.
2013. december 2-án a C/2012 S1 megfigyelésével foglalkozó NASA Comet ISON Observing Campaign bejelentette, hogy az ISON szétesett, bár továbbra is kísérletet tesznek a megmaradt részek megfigyelésére.

## Elnevezése
Az üstökös neve egyszerűen C/2012 S1. Az elnevezéshez kapcsolt ISON név az oroszországi szervezet neve, ahol a felfedezést tették (International Scientific Optical Network). Ha ugyanez a szervezet egy nappal később hasonló, de ettől független üstököst fedezett volna fel, annak neve C/2012 S2 (ISON) lett volna. Ennek ellenére a média, tévesen becenévként értelmezve a zárójeles nevet, a felfedezés helyének nevén kezdte emlegetni az üstököst, következésképpen ez a név marad használatban annak ellenére, hogy a későbbiekben zavaró lehet, ha ugyanezen a helyen újabb felfedezéseket tesznek. Az ismert rövidperiódusú üstökösök neve általában felfedezőjük nevének állít emléket, ilyen például a Halley-üstökös vagy a Swift–Tuttle-üstökös. Ugyanezen szabály szerint ennek az üstökösnek a neve C/2012 S1 Nyevszkij–Novicsonok lehetne, azonban a felfedezéskor pontszerűnek látszó égitestet kisbolygónak vélték, és amikor a későbbiekben kiderült, hogy üstökös, akkor már csak a kutatóprogram nevét kaphatta meg.